# Der Kampf um die Demokratie
Der Kampf um die Demokratie ist ein 2002 erschienenes Buch des Psychoanalytikers Arno Gruen. Obwohl es bereits im Mai 2001 begonnen wurde, ist das Werk stark von den Ereignissen des 11. Septembers 2001 geprägt. Es beschäftigt sich mit den Ursachen der menschlichen Destruktivität und ihren mannigfaltigen Ausprägungen.

## Inhalt
Gruen schildert die Eigenarten des Rechtsradikalismus anhand zahlreicher Zitate von Neo-Nazis und blickt dabei hinter die Mentalität dieser Menschen und versucht zu manifestieren, was sie zu dem gemacht hat, was sie sind.
Er stellt fest, dass Gewalttäter nicht von selbst über ihre Vergangenheit nachdenken und sich als Opfer ihrer familiären Situation erkennen, sondern stattdessen als Opfer aktueller Verschwörungen.
Nach Ansicht Gruens geht Rechtsradikalismus, wie jede Form menschlicher Destruktivität auf die Kindheit und Erziehungsformen zurück, die das Kind an einer gesunden Entwicklung hindern und es von seinen Gefühlen trennen. Gruen bezeichnet dies als „Entfremdung vom Eigenen“.
Die Ursache hierfür liegt nach Gruen im Gehorsam und der Lieblosigkeit, welche solche Kinder durch ihre Eltern erfahren. Das Kind muss aufgrund seiner infantilen Schwäche das Bewusstsein über das Fehlen an Liebe seitens seiner Eltern verdrängen, weil es mit dem Gedanken, nicht geliebt zu werden, nicht leben könnte.
Bei der Betrachtung der allgemeinen Gewalttätigkeit in unserer Gesellschaft muss man sich – selbstverständlich – auch mit den Menschen beschäftigen, die gegen Missstände rebellieren. Gruen führt als Ursache für den Unterschied zwischen Konformist und Rebellen wieder die Erziehung an. Während der Neonazi eine stark autoritäre Erziehung erfährt, wird der linke Rebell von seinen Eltern verwöhnt, erfährt – nach Gruen – also auch eine Form der Misshandlung und der Lieblosigkeit, welche sich nur hinter einer liebevollen Fassade versteckt. Als „Gegenmittel zum Unmenschlichen“ bezeichnet Gruen die Empathie. Sie ist für das Zusammenleben in einer Gesellschaft unerlässlich und ist der einzig wirksame Schutz gegen Gräueltaten.
Arno Gruen bezieht sich in seinem Buch auf eine Untersuchung des englischen Psychiaters Henry Dieks, der ein Brigadegeneral im Weltkrieg war und seine Arbeit mit tausend deutschen Kriegsgefangenen durchführte. Er fand heraus, dass ungefähr zehn bis fünfzehn Prozent der Gefangenen „Hardcore“-Nazis waren, dass ca. vierzig Prozent in der Mitte standen, weder auf der einen noch auf der anderen Seite, und dass zehn, zwölf Prozent in der Armee aktive Gegner der Nazis waren.
Außerdem erwähnt er eine Stellungnahme von Winnicott, einem englischen Psychoanalytiker, der zu einer ähnlichen Schlussfolgerung gekommen war: ungefähr dreißig Prozent der Bevölkerung haben eine Kindheit, die das „Eigene“ wirklich gefährdet und einmauert, weitere dreißig Prozent haben eine Kindheitsentwicklung, in der ihre Persönlichkeit von den Eltern gesehen und gefördert wird, und dann sind da diese vierzig Prozent in der Mitte, die eine gemischte Entwicklung haben, in der sie beides, Förderung und Zurückweisung, erlebt haben.
Gruen schreibt wörtlich: „Ich denke, unser großes Problem und unsere große Aufgabe besteht darin, dass wir versuchen müssen, die Menschen in der Mitte zu erreichen, die Menschen also, die in ihrer Kindheit Bejahung und Verneinung erfahren haben und deswegen voller Konflikte gegenüber ihrer eigenen Freiheit sind. Diesen Menschen gegenüber müssen wir aufmerksam sein und ihre positiven inneren Anteile bestätigen und bestärken. Darin, denke ich, besteht die wahre Arbeit, um Demokratie aufrechtzuerhalten.“